# Rezolucja Rady Bezpieczeństwa ONZ nr 292
Rezolucja Rady Bezpieczeństwa ONZ nr 292 została przyjęta jednomyślnie 10 lutego 1971 r.
Po przeanalizowaniu wniosku Bhutanu o członkostwo w Organizacji Narodów Zjednoczonych, Rada zaleciła Zgromadzeniu Ogólnemu przyjęcie tego państwa do swojego grona.

## Źródło
- UNSCR - Resolution 292